# IJzertijdboerderij (Wekerom)

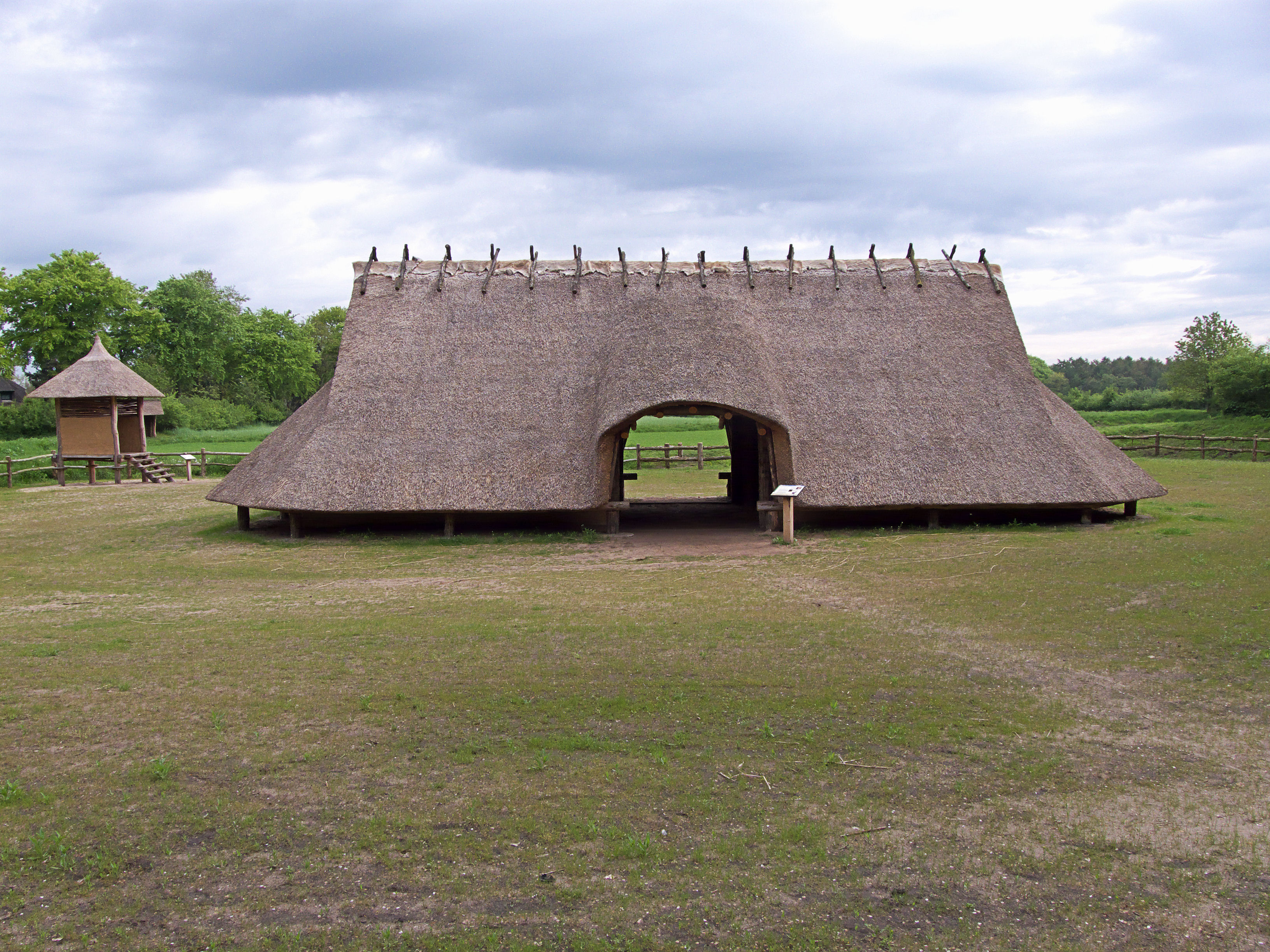
De ijzertijdboerderij met links de graanspieker

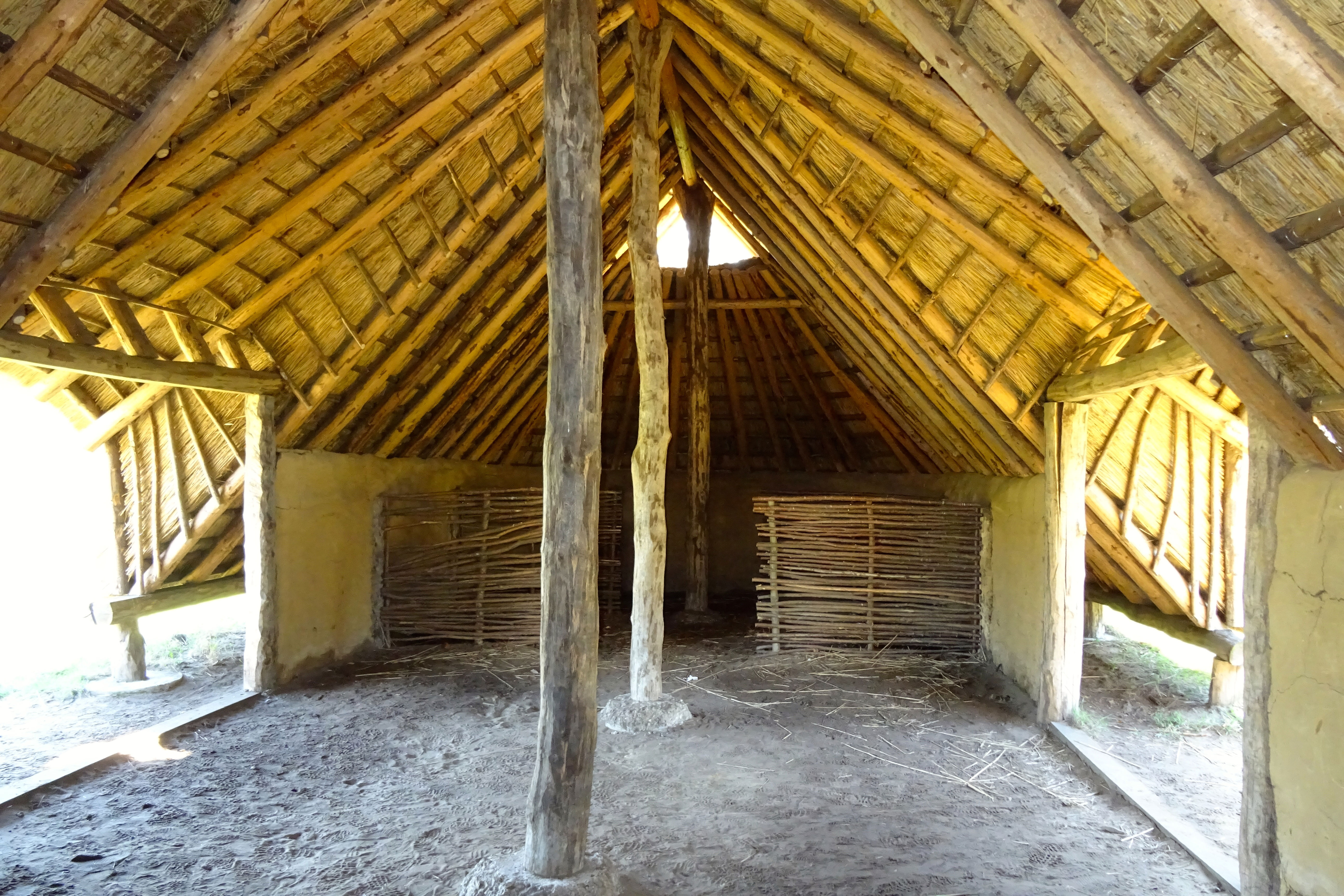
Interieur

De ijzertijdboerderij is een nagebouwde ijzertijdboerderij bij de Gelderse plaats Wekerom in de Nederlandse gemeente Ede. De boerderij staat ten noordwesten aan de rand van het Wekeromse Zand bij de Vijfsprongweg en de Hoge Valksedijk tussen Wekerom en Lunteren.
Ongeveer 700 meter naar het zuidwesten ligt de Germaanse put.

## Geschiedenis
In de ijzertijd bevonden zich hier in deze omgeving verschillende boerderijen, lagen er raatakkers (Celtic Fields) en werden er grafheuvels opgeworpen. De raatakkers werden in de Romeinse tijd, rond 100 na Christus, verlaten.
In 1996 werden bij archeologisch onderzoek de raatakkers herontdekt. Een hectare hiervan werd door Het Geldersch Landschap gerestaureerd en gereconstrueerd.
In 2006 werden er vijf ijzertijdboerderijen opgegraven.
In de zomer van 2011 werd een van de ijzertijdboerderijen samen met een graanspieker herbouwd.